# Nicolas Janvier
Nicolas Janvier (Saint-Malo, 11 agosto 1998) è un calciatore francese, centrocampista dell'Alanyaspor.

## Caratteristiche tecniche
È un mediano.

## Carriera

### Club
Cresciuto nelle giovanili del Rennes, ha esordito in prima squadra l'11 dicembre 2015 in un match pareggiato 1-1 contro il Caen.

### Nazionale
Ha giocato nelle nazionali giovanili francesi Under-16, Under-17, Under-18, Under-19 ed Under-20.
Nel 2015 ha vinto gli Europei Under-17.

## Statistiche

### Presenze e reti nei club
Statistiche aggiornate al 4 febbraio 2025.
| Stagione                 | Squadra                  | Campionato               | Campionato | Campionato | Coppe nazionali | Coppe nazionali | Coppe nazionali | Coppe continentali | Coppe continentali | Coppe continentali | Altre coppe | Altre coppe | Altre coppe | Totale | Totale | Totale |
| Stagione                 | Squadra                  | Comp                     | Pres       | Reti       | Comp            | Pres            | Reti            | Comp               | Pres               | Reti               | Comp        | Pres        | Reti        | Pres   | Reti   |        |
| ------------------------ | ------------------------ | ------------------------ | ---------- | ---------- | --------------- | --------------- | --------------- | ------------------ | ------------------ | ------------------ | ----------- | ----------- | ----------- | ------ | ------ | ------ |
| 2015-2016                | Rennes                   | L1                       | 3          | 0          | CF+CdL          | 1+0             | 0               |                    | -                  | -                  |             | -           | -           | 4      | 0      |        |
| 2016-2017                | Rennes                   | L1                       | 4          | 0          | CF+CdL          | 0+2             | 0               |                    | -                  | -                  |             | -           | -           | 6      | 0      |        |
| 2017-2018                | Rennes                   | L1                       | 3          | 0          | CF+CdL          | 0+1             | 0               |                    | -                  | -                  |             | -           | -           | 4      | 0      |        |
| 2018-2019                | Rennes                   | L1                       | 1          | 0          | CF+CdL          | 0+0             | 0               |                    | -                  | -                  |             | -           | -           | 1      | 0      |        |
| Totale Rennes            | Totale Rennes            | Totale Rennes            | 11         | 0          |                 | 4               | 0               |                    | -                  | -                  |             | -           | -           | 15     | 0      |        |
| 2020-2021                | Vitória Guimarães        | PL                       | 16         | 0          | CP+CdL          | 1+1             | 0               | -                  | -                  | -                  | -           | -           | -           | 18     | 0      |        |
| 2021-2022                | Vitória Guimarães        | PL                       | 34         | 2          | CP+CdL          | 1+4             | 0+2             | -                  | -                  | -                  | -           | -           | -           | 39     | 4      |        |
| 2022-2023                | Vitória Guimarães        | PL                       | 19         | 1          | CP+CdL          | 3+2             | 0               | UECL               | 2                  | 0                  | -           | -           | -           | 26     | 1      |        |
| Totale Vitória Guimarães | Totale Vitória Guimarães | Totale Vitória Guimarães | 69         | 3          |                 | 12              | 2               |                    | 2                  | 0                  |             | -           | -           | 83     | 5      |        |
| 2023-2024                | Alanyaspor               | SL                       | 34         | 4          | TK              | 2               | 1               |                    | -                  | -                  |             | -           | -           | 36     | 5      |        |
| 2024-2025                | Alanyaspor               | SL                       | 19         | 1          | TK              | 3               | 1               |                    | -                  | -                  |             | -           | -           | 22     | 2      |        |
| Totale Alanyaspor        | Totale Alanyaspor        | Totale Alanyaspor        | 53         | 5          |                 | 5               | 2               |                    | -                  | -                  |             | -           | -           | 58     | 7      |        |
| Totale carriera          | Totale carriera          | Totale carriera          | 133        | 8          |                 | 21              | 4               |                    | 2                  | 0                  |             | -           | -           | 156    | 12     |        |

## Palmarès

### Club

#### Competizioni nazionali
- Coppa di Francia: 1

Rennes: 2018-2019

### Nazionale

#### Giovanili
- Campionato d'Europa Under-17: 1

2015